# Smilax remotinervis
Smilax remotinervis là một loài thực vật có hoa trong họ Smilacaceae. Loài này được Hand.-Mazz. miêu tả khoa học đầu tiên năm 1908.